# Ryuichi Obitani
Ryuichi Obitani (japanska: 帯谷 竜一), född 4 september 1908 i Sumiyoshi, var en japansk vinteridrottare som var aktiv inom konståkning under 1930-talet. Han medverkade vid de olympiska spelen i Lake Placid 1932, där han placerade sig på 12:e plats och sista plats.